# Aegocera fimbria
Aegocera fimbria là một loài bướm đêm trong họ Noctuidae.